# Spechtvink
De spechtvink (Camarhynchus pallidus oude naam: Cactospiza pallida) is een van de zogenaamde darwinvinken, zangvogels uit de grote Amerikaanse familie Thraupidae (tangaren). De darwinvinken komen als endemische soorten alleen voor op de Galapagoseilanden. De spechtvink komt wijd verspreid voor op de meeste eilanden.

## Kenmerken
De spechtvink is dofgrijs tot olijfbruin verenkleed zowel bij mannetje, vrouwtjes als onvolwassen vogels. De snavel van onvolwassen vogels is rose en wordt geleidelijk zwart als de vogel volwassen wordt.

## Leefwijze
De vogel is uitzonderlijk omdat hij de eigenschap heeft gereedschap te gebruiken. In plaats van zijn tong, gebruikt de vogel takjes, stokjes of stekels van een cactus om larven uit dood hout op te peuteren. Hetzelfde takje kan diverse malen worden gebruikt. Ook is waargenomen dat de vogel het gereedschap op maat maakt of dat hij verschillende takjes of stekels probeert om een bepaald doel te bereiken.
In de droge tijd komt het voor dat 50% van zijn prooien op die manier wordt verzameld. Dat houdt in dat ze efficiënter zijn dan chimpansees die behoren tot de meest intelligente, niet-menselijke gebruikers van gereedschappen.

## Verspreiding en leefgebied
De soort telt drie ondersoorten:
- C. p. pallidus: de centrale en zuidelijke Galapagoseilanden.
- C. p. productus: de westelijke Galapagoseilanden.
- C. p. striatipecta: San Cristóbal.

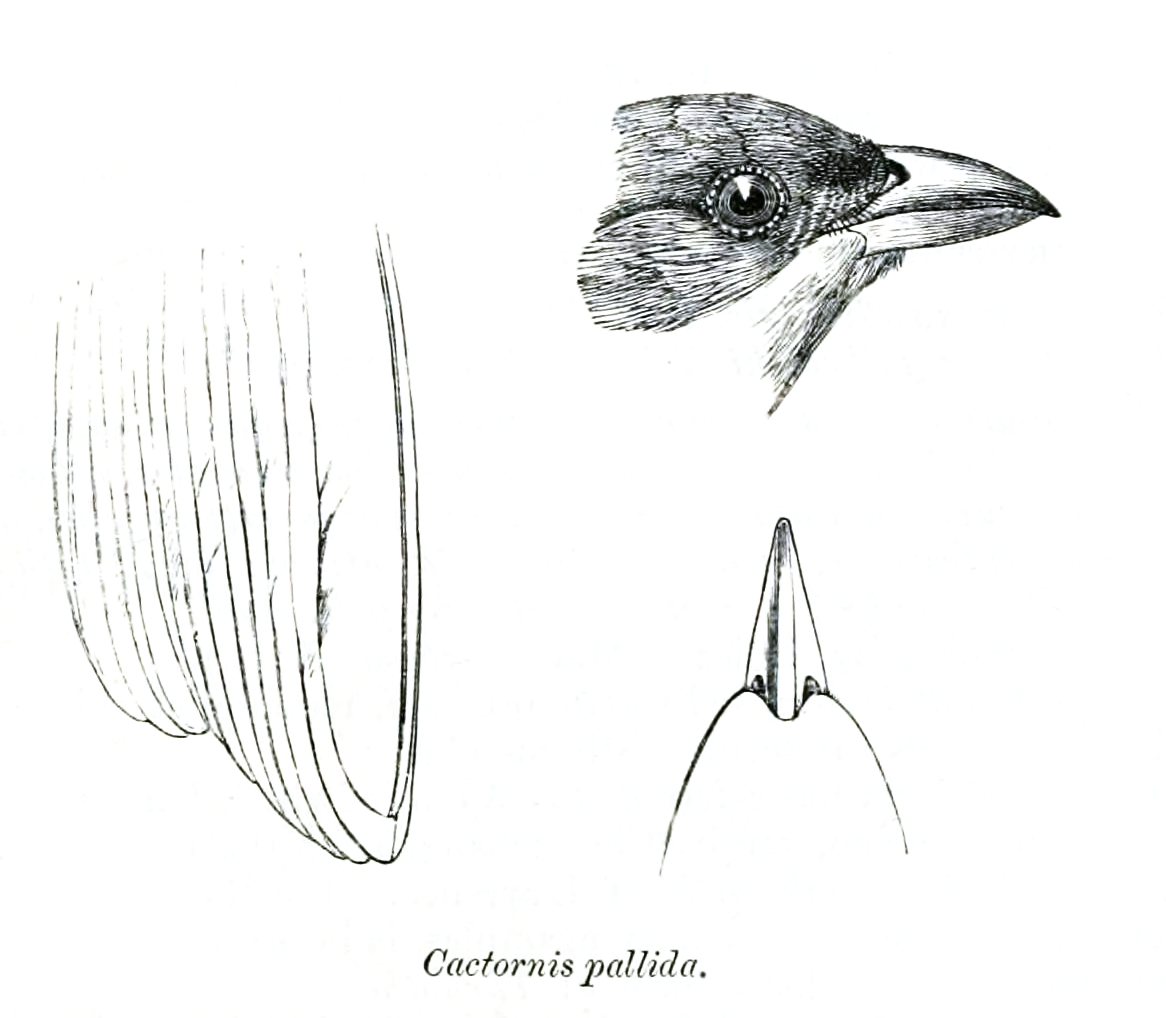
detailtekening uit artikel in de Proceedings of the Zoological Society of London uit 1870